# العملية الأخيرة (فلم)
العملية الأخيرة (بالإنجليزية Operation Finale)  هو فيلم دراما تاريخية أمريكي صدر عام 2018 ، الفيلم من إخراج كريس ويتز وسيناريو  ماثيو أورتن. الفيلم من بطولة أوسكار إسحاق (منتج أيضا)، بن كينغسلي, ليئور راز، ميلاني لوران، نيك كرول، هايلي لو ريتشاردسون، الفيلم يعرض جهود ضباط المخابرات الإسرائيلية في عملية خطف وتهريب ضابط إس إس أدولف ايخمان في عام 1960. الفيلم يستند إلي مصادر عديدة، بما في ذلك "ايخمان في يدي"، و هي مذكرات الضابط الإسرائيلي بيتر مالكين. التصوير بدأ في الأرجنتين في تشرين الأول / أكتوبر عام 2017. صدر الفيلم في الولايات المتحدة في 29 أغسطس عام 2018، وتلقى مراجعات مختلطة من النقاد.

## الطاقم
- أوسكار إسحاق في دور بيتر مالكين
- بن كينغسلي في دور أدولف أيخمان
- ليور راز في دور إيسر هريل
- ميلاني لوران في دور حنا
- نيك كرول في دور رافي إيتان
- جو آلوين في دور كلاوس ايخمان
- هالي لو ريتشاردسون في دور سيلفيا هيرمان
- مايكل أرونوف في دور تسفي أهاروني
- بيتر ستراوس في دور لوطار هيرمان
- اهاد نولر في دور افرايم ايلاني
- سيمون راسل بيل كما ديفيد بن غوريون

## الإنتاج

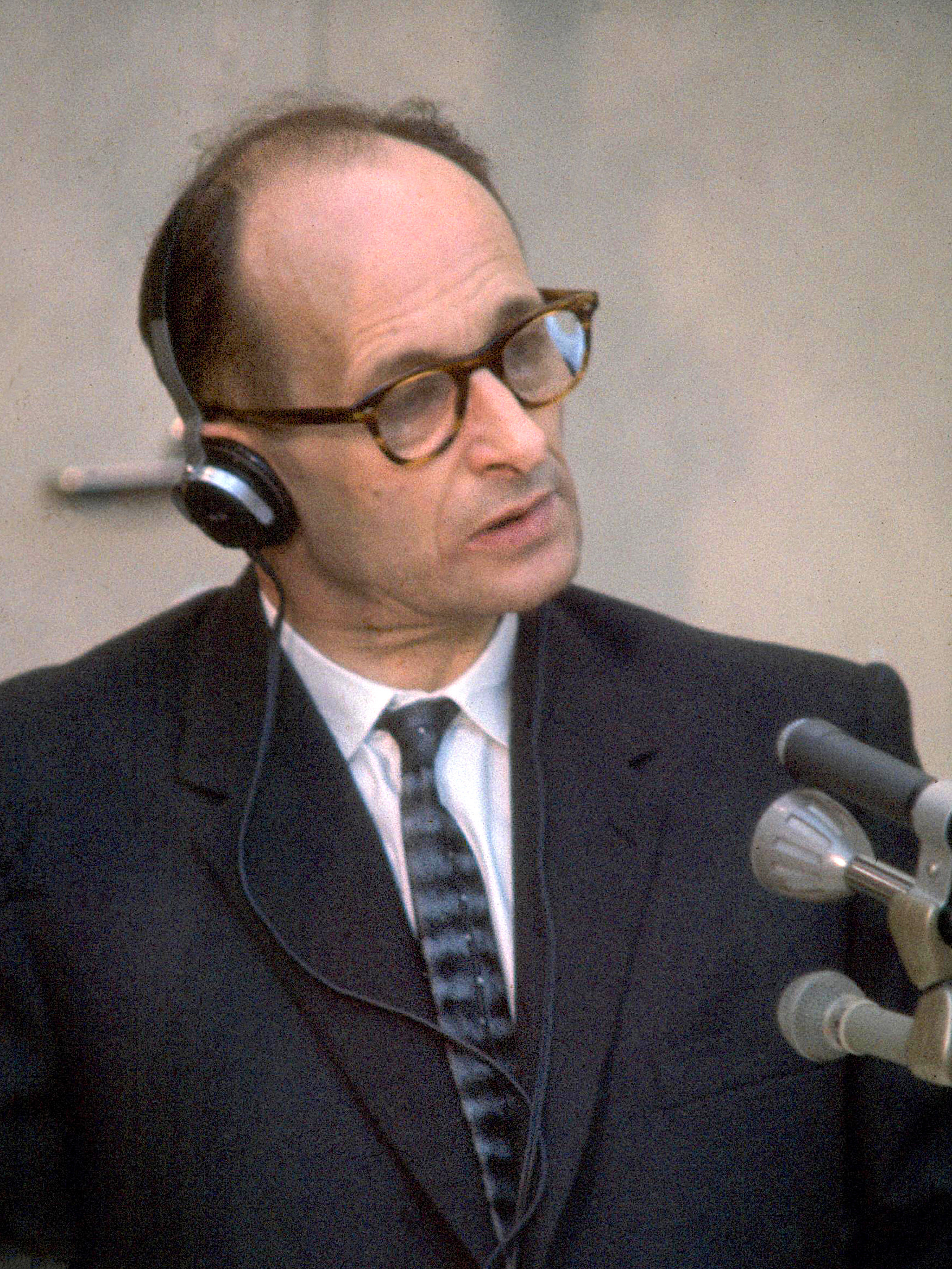
أدولف أيخمان أثناء محاكمته في القدس عام 1961

في 16 نوفمبر 2015, أعلنت مترو-غولدوين-ماير أنها اشترت حقوق قصة الفريق الذين وجدوا وقبضوا علي أدولف أيخمان. سيقوم براين كافانا-جونز بإنتاج الفيلم من خلال شركة إنتاج أوتوماتيك. في 24 فبراير 2016, كريس ويتز كان في محادثات مباشرة لإخراج الفيلم.

## الإصدار
كان من المقرر أن يصدر في 14 سبتمبر عام 2018. ومع ذلك، في تموز / يوليه 2018,تم نقل الفيلم  إلى 29 أغسطس عام 2018.
صدر الفيلم خارج الولايات المتحدة في 3 أكتوبر / تشرين الأول عام 2018 علي نيتفليكس.

## الإستقبال

### شباك التذاكر
في الولايات المتحدة, كان المتوقع أن يحصد الفيلم إجمالي 8-10 ملايين دولار من 1,810 دور عرض في افتتاح  من ستة أيام في عطلة نهاية الأسبوع. الفيلم حقق مليون دولار في اليوم الأول و 725,891 دولار في الثاني. حقق الفيلم في ستة أيام حوالي 9.5 مليون دولار. في الأسبوع الثاني ايرادات الفيلم انخفضت بنسبة 50 ٪ إلى 3 ملايين دولار في المركز الثامن.

### دقة الفيلم في عرض الأحداث الحقيقية
الفيلم غير دقيقة تماما، بعض المشاهد تمت اضافتها على ما يبدو لكي تتحقق الدراما. لم تتم مداهمة البيت الآمن وبيتر مالكين لم يكن في مطار (4 من العملاء غادروا عن طريق وسائل أخرى), و كان الطبيب رجلا.

## وصلات خارجية
- الموقع الرسمي
- مقالات تستعمل روابط فنية بلا صلة مع ويكي بيانات
- مقتطفات من ايخمان في يدي من قبل بيتر مالكين في الأرشيف

لا توجد روابط لمواقع التواصل الاجتماعي.